# Йоахім Ґрізе
Йоахім Ґрізе (нім. Joachim Griese, 25 серпня 1952 — 17 листопада 2024) — німецький яхтсмен.
Срібний призер Олімпійських Ігор 1984 року.